# 李震 (洪武進士)
李震，明朝政治人物、進士。

## 生平
洪武十八年（1385年），李震中乙丑科二甲第四名進士，授予承敕郎。

## 延伸阅读
[在维基数据编辑]
 《明史卷一百六十六》，出自《明史》